# Campeonato Mundial de Atletismo Sub-20 de 2016 - Arremesso de peso feminino
A prova do arremesso de peso feminino do Campeonato Mundial de Atletismo Sub-20 de 2016 ocorreu no dia 20 de julho em Bydgoszcz, na Polônia. 

## Recordes
Antes desta competição, os recordes mundiais e do campeonato nesta prova eram os seguintes:
|     | Nome              | Nacionalidade     | Distância | Local      | Data                |
| --- | ----------------- | ----------------- | --------- | ---------- | ------------------- |
| WJR | Astrid Kumbernuss | Alemanha Oriental | 20.54 m   | Orimattila | 1 de julho de 1989  |
| CR  | Cheng Xiaoyan     | China             | 18.74 m   | Lisboa     | 21 de julho de 1994 |
| WJL | Alina Kenzel      | Alemanha          | 17.48 m   | Mannheim   | 25 de junho de 2016 |

## Medalhistas
| Ouro               | Prata              | Bronze              |
| Alina Kenzel (GER) | Song Jiayuan (CHN) | Alyssa Wilson (USA) |

## Cronograma
Todos os horários são locais (UTC+1).
| Data        | Hora  | Evento       |
| ----------- | ----- | ------------ |
| 20 de julho | 09:40 | Qualificação |
| 20 de julho | 18:35 | Final        |

## Resultados

### Qualificação
Qualificação: 15,50 m (Q) ou pelo menos melhor 12 qualificado (q) 
| Posição | Grupo | Atleta                | Nacionalidade     | #1    | #2    | #3    | Resultados | Notas  |
| ------- | ----- | --------------------- | ----------------- | ----- | ----- | ----- | ---------- | ------ |
| 1       | B     | Song Jiayuan          | China             | 16.17 |       |       | 16.17      | Q      |
| 2       | B     | Alina Kenzel          | Alemanha          | 16.04 |       |       | 16.04      | Q      |
| 3       | A     | Sarah Schmidt         | Alemanha          | 15.18 | 15.69 |       | 15.69      | Q      |
| 4       | A     | Anna Niedbała         | Polónia           | 15.67 |       |       | 15.67      | Q      |
| 5       | B     | Elena Bruckner        | Estados Unidos    | 15.50 |       |       | 15.50      | Q      |
| 6       | B     | Maja Ślepowrońska     | Polónia           | 15.37 | 15.26 | x     | 15.37      | q      |
| 7       | A     | Alyssa Wilson         | Estados Unidos    | 14.44 | x     | 15.37 | 15.37      | q      |
| 8       | A     | Michaela Walsh        | Irlanda           | 15.31 | 14.43 | 14.79 | 15.31      | q, NJR |
| 9       | A     | Gavriella Fella       | Chipre            | 13.80 | 15.18 | 15.26 | 15.26      | q      |
| 10      | A     | Chen Xiarong          | China             | 15.22 | x     | 15.04 | 15.22      | q      |
| 11      | A     | María Fernanda Orozco | México            | 15.08 | 14.89 | 14.87 | 15.08      | q      |
| 12      | A     | Jessica Schilder      | Países Baixos     | 14.28 | 14.65 | 14.01 | 14.65      | q      |
| 13      | B     | Nanaka Kori           | Japão             | 13.70 | 14.63 | 14.37 | 14.63      |        |
| 14      | A     | Jeong Yu-sun          | Coreia do Sul     | 14.01 | 14.33 | 14.34 | 14.34      |        |
| 15      | B     | Janell Fullerton      | Jamaica           | 14.33 | x     | x     | 14.33      |        |
| 16      | B     | Jorinde van Klinken   | Países Baixos     | 14.31 | x     | 13.82 | 14.31      |        |
| 17      | B     | Jessica Molina        | Equador           | 13.14 | 14.02 | x     | 14.02      |        |
| 18      | B     | Marija Tolj           | Croácia           | 13.87 | 14.00 | 13.58 | 14.00      | NJR    |
| 19      | A     | Eveliina Rouvali      | Finlândia         | 13.74 | 13.95 | x     | 13.95      |        |
| 20      | A     | Maddison-Lee Wesche   | Nova Zelândia     | 13.79 | x     | x     | 13.79      |        |
| 21      | B     | Chelsea James         | Trinidad e Tobago | 13.31 | 13.52 | 13.72 | 13.72      |        |
| 22      | A     | Patrícia Slošárová    | Eslováquia        | 13.30 | 13.65 | x     | 13.65      |        |
| 23      | B     | Lada Cermanová        | Chéquia           | 13.36 | 13.61 | 12.95 | 13.61      |        |
| 24      | B     | Martina Carnevale     | Itália            | 12.05 | 12.58 | 13.16 | 13.16      |        |
| 25      | B     | Eucharia Ogbukwo      | Nigéria           |       |       |       | DNS        |        |

### Final
A prova final foi realizada no dia 20 de julho às 18:35. 
| Posição           | Atleta                | Nacionalidade  | #1    | #2    | #3    | #4    | Resultados | Notas           |
| ----------------- | --------------------- | -------------- | ----- | ----- | ----- | ----- | ---------- | --------------- |
| Medalha de ouro   | Alina Kenzel          | Alemanha       | 16.91 | 16.66 | 17.58 | x     | 17.58      |                 |
| Medalha de prata  | Song Jiayuan          | China          | 15.77 | 15.93 | 16.36 | 16.14 | 16.36      | Recorde pessoal |
| Medalha de bronze | Alyssa Wilson         | Estados Unidos | x     | 16.33 | x     | x     | 16.33      |                 |
| 4                 | Sarah Schmidt         | Alemanha       | 16.18 | 15.88 | x     | 15.32 | 16.18      |                 |
| 5                 | María Fernanda Orozco | México         | 15.76 | 15.58 | 15.91 | 15.94 | 15.94      |                 |
| 6                 | Maja Ślepowrońska     | Polónia        | 15.10 | 15.75 | 15.44 | x     | 15.75      | Recorde pessoal |
| 7                 | Elena Bruckner        | Estados Unidos | x     | 15.73 | x     |       | 15.73      |                 |
| 8                 | Anna Niedbała         | Polónia        | x     | 15.58 | x     |       | 15.58      |                 |
| 9                 | Chen Xiarong          | China          | 15.11 | x     | x     |       | 15.11      |                 |
| 10                | Gavriella Fella       | Chipre         | 15.10 | 14.75 | 14.90 |       | 15.10      |                 |
| 11                | Michaela Walsh        | Irlanda        | 14.01 | 14.30 | 14.73 |       | 14.73      |                 |
| 12                | Jessica Schilder      | Países Baixos  | 14.34 | 14.15 | 13.82 |       | 14.34      |                 |

Legenda
| Recorde mundial       | Recorde mundial (World record)               |                       | Recorde africano                      | Recorde africano (African) |                                           | Q | Classificado por posição (Qualified) |
| Recorde do campeonato | Recorde do campeonato (Championship record)  | Recorde da América    | Recorde da América (Americas)         | q                          | Classificado por melhor tempo (Qualified) |   |                                      |
| Melhor marca do ano   | Melhor marca do ano (World leading)          | Recorde asiático      | Recorde asiático (Asian)              | DNS                        | Não largou (Did not start)                |   |                                      |
| Recorde nacional      | Recorde nacional (National record)           | Recorde europeu       | Recorde europeu (European)            | DNF                        | Não terminou (Did not finish)             |   |                                      |
| Recorde pessoal       | Recorde pessoal do atleta (Personal best)    | Recorde da Oceania    | Recorde da Oceania (Oceania)          | DSQ / DQ                   | Desclassificado (Disqualified)            |   |                                      |
| Recorde da temporada  | Recorde da temporada do atleta (Season best) | Recorde sul-americano | Recorde sul-americano (South America) | NM                         | Sem marca (No mark)                       |   |                                      |